# Turanj
Turanj (italsky Torrette) je velká vesnice, přímořské letovisko a turisty často vyhledávaná lokalita v Chorvatsku v Zadarské župě, spadající pod opčinu Sveti Filip i Jakov. Nachází se asi 4 km severovýchodně od Biogradu na Moru a asi 17 km jihovýchodně od Zadaru. V roce 2011 žilo v Turanji trvale 1 207 obyvatel, během letní sezóny se tento počet ale výrazně zvyšuje.
Sousedními vesnicemi jsou Sveti Filip i Jakov a Sveti Petar na Moru. Nejdůležitější dopravní komunikací v Turanji je silnice D8.